# Spintheriini
Los spinteriinos (Spintheriini) son una tribu de coleópteros polífagos crisomeloideos de la familia Cerambycidae.

## Géneros
Tiene los siguientes géneros:
- Anastetha Pascoe, 1866
- Spintheria Thomson, 1860